# Kottla gård

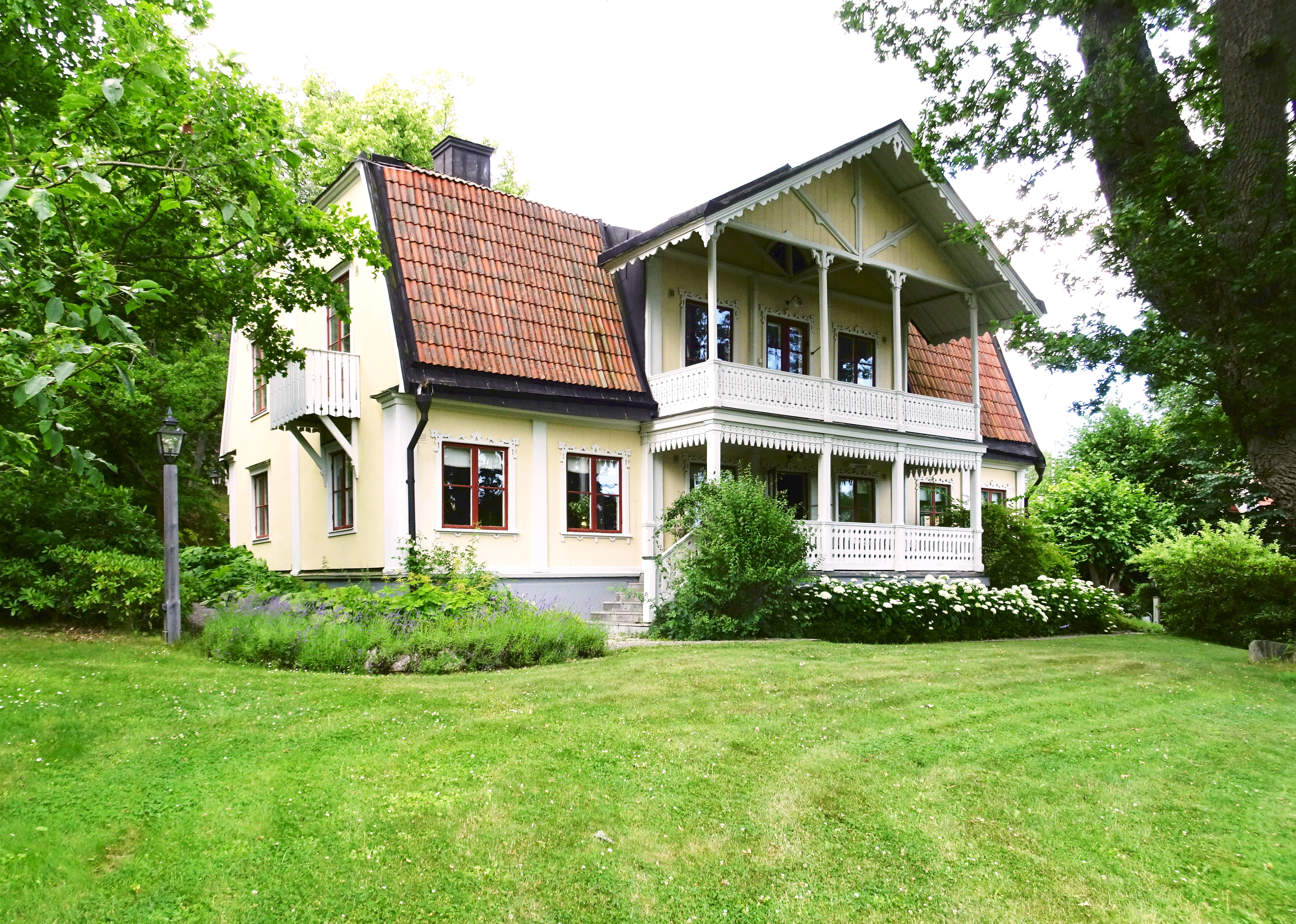
Kottla gård, fasad mot trädgården, juli 2021.

Kottla gård ligger vid Storgårdsvägen 10 i bostadsområdet Kottla i kommundelen Skärsätra, Lidingö kommun. Gården har givit namn åt området Kottla och Kottlasjön. Mangårdsbyggnaden är en av Lidingös äldsta och bäst bevarade i sitt slag. Storgårdsvägen, som går förbi gården, är en av Lidingös äldsta vägar och framgår på Lidingökartan från 1660-talet. Framför gårdens huvudbyggnad står Lidingös äldsta ek som har en omkrets på 9,5 m och har av arborister uppskattats till en ålder av cirka 600 år.
Fastigheten är av länsstyrelsen klassad som "kulturhistoriskt omistlig" och hela området kring gården betraktas av kommunen som "kulturhistoriskt mycket värdefullt". I gällande detaljplan är fastigheten (Lidingö 9:74) q-märkt vilket innebär att byggnadens ursprungliga exteriör, byggnadsdelar och detaljer skall behållas och får inte förvanskas. Gården är i privat ägo.

## Historia

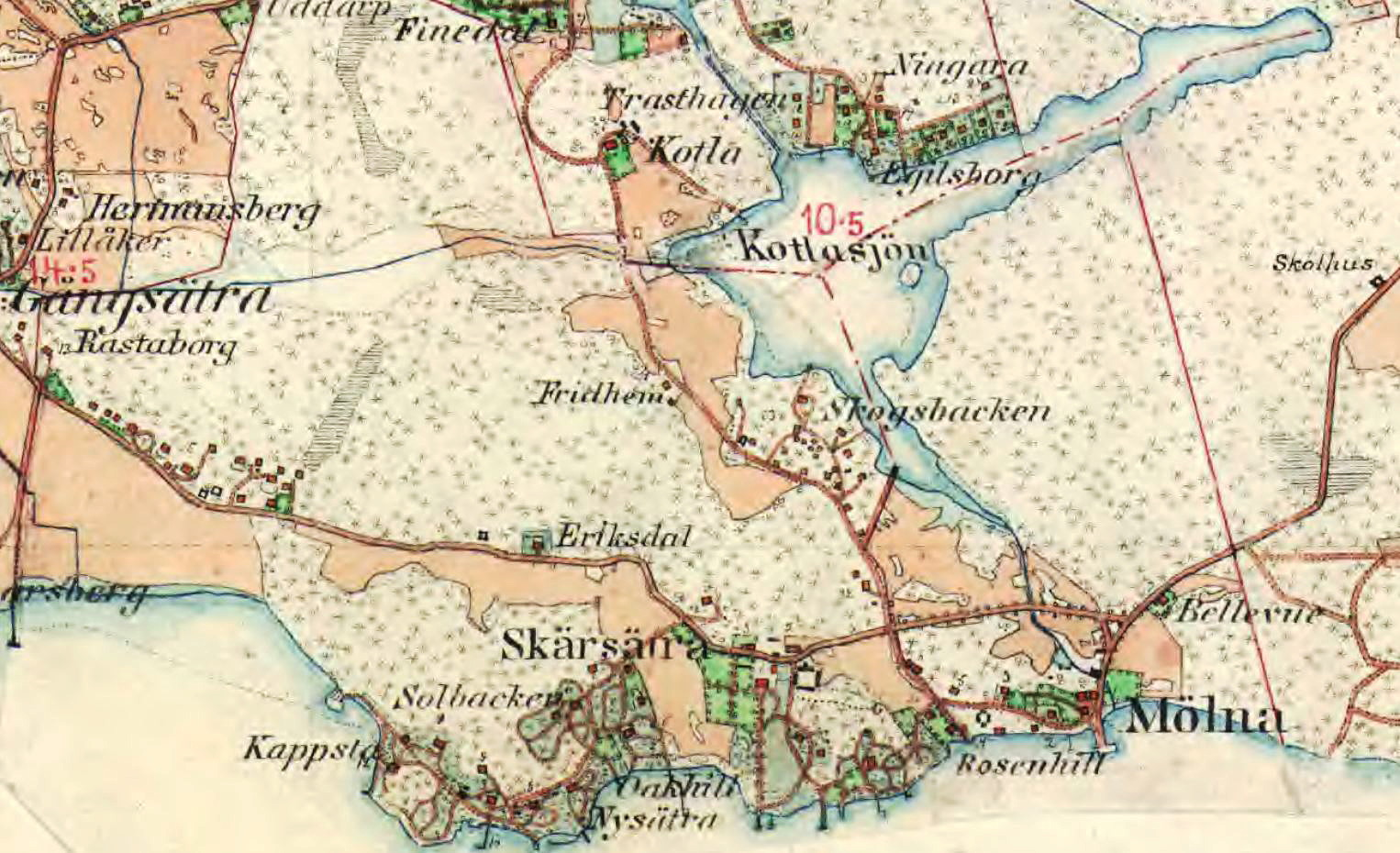
Kottlasjön med omgivning, 1901.

Namnet har sitt ursprung i torpet Stora Kåttla som låg vid Kottlasjöns nordvästra sida. Torpet tillhörde Stockby gård och finns upptaget som torp redan på 1300-talet. På lantmätare Lars Kietzlinghs karta från 1720 över Lidingö finns Stora Kåttla utmärkt. På samma karta framgår även Lilla Kåttla, som låg lite längre söderut ungefär vid dagens Pilvägen. Under en tidsepok benämndes gården även Kottlaborg.
Kottla gård blev först 1811 en fristående gård efter att ha varit ett torp under Stockby och i familjen de la Rose ägo. Daniel de la Rose, (gift med Katarina Kristina Lindberg), blev ägare till den friköpta gården. Kort därefter förvärvades Kottla av domaren i orten och häradshövding (i Sollentuna, Wallentuna, Bro, Håbo, Trögd och Åsunda) Anders Gustav Fröberger (1782–1840) och benämndes då "Frälsehemmanet Bygden". Vid denna tid omfattade Kottla gårds ägor Kottlasjön, marken där omkring och dalgången bort till Högsätra. Gränsen till Mölna i söder gick ungefär där Kottla station idag ligger. Efter Fröberger ägdes gården en kort tid fram till år 1816 av lagmannen Lars Peter Wulff. Från 1816 till 1833 innehades gården av kryddkramhandlare J.E. Ljungdahl. 
Därefter blev den komiske skådespelaren och balettdansaren Per Erik Sevelin (1791–1851) ägare. Han bebodde Kottla åren 1833–1848. Sevelin arbetade bland annat som skådespelare på Dramaten 1811–1833. Han har skänkt en tavla och ett par tennljusstakar till Lidingö kyrka. Han var gift med hovsångerskan Anna Sofia Sevelin. Genom flera ägarhänder därefter kom gården på 1880-talet till optikern Collin, som behöll den fram till början av 1900-talet.

## Bebyggelsen

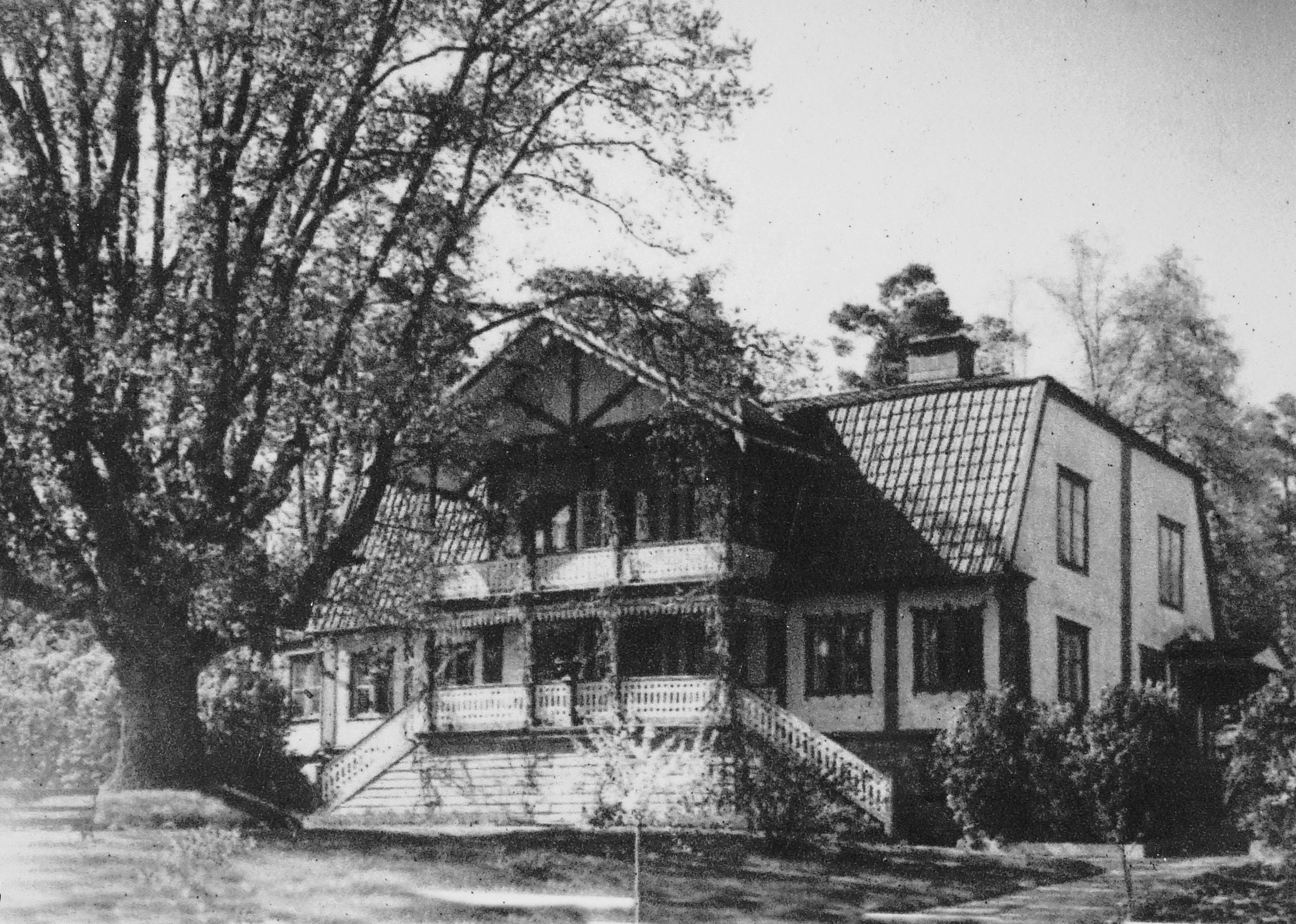
Kottla gård med den mäktiga eken på 1950-talet.

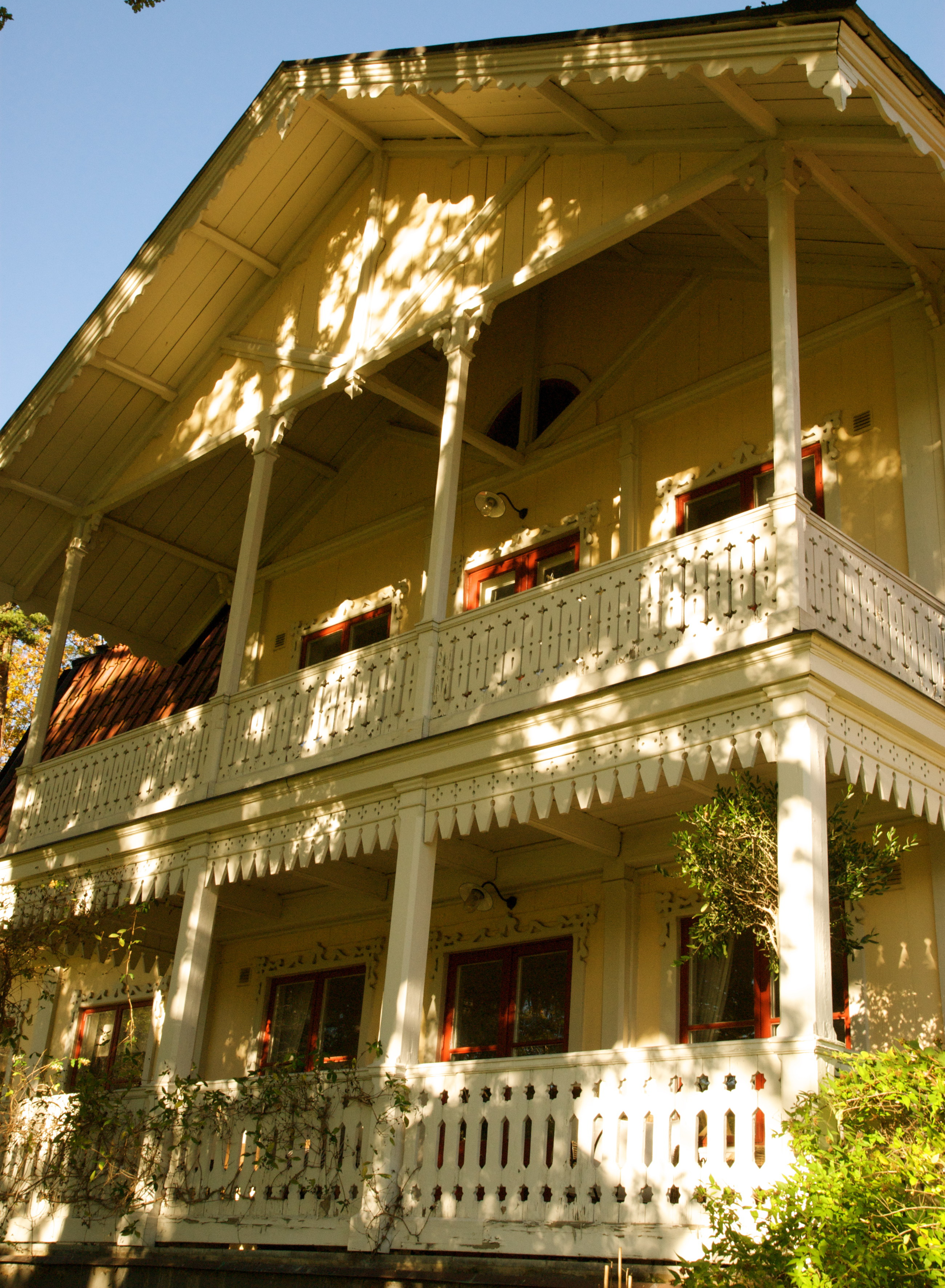
Gårdens praktfulla veranda i schweizerstil med omfattande lövsågerier.

Nuvarande byggnad bär tydliga drag av herrgård och härrör, enligt en inventering av Nordiska museet, från andra hälften av 1700-talet. Gårdens sydfasad är tillbyggd under slutet av 1800-talet och har fått två stora och öppna träverandor präglade av tidens snickarglädje med omfattande lövsågerier. Byggnadens långsidor är klädda med bred slät stående träpanel och gavlarna är putsade. Den rektangulära volymen under det höga, brutna taket ger byggnaden dess tidstypiska karaktär.
Gården var under århundraden ett väl fungerande jordbruk som sträckte sig in i dalgången bort mot Högsätra. I området kring gården finns spår av denna tid kvar. Några tomter bort ligger den gamla ekonomibyggnaden, alldeles intill finns det gamla hönshuset från 1700-talet (gården var känd för att förse Stockholms slott och Lidingöns övriga gårdar med höns och tuppar), i källaren på en intilliggande fastighet finns den gamla bagarstugan bevarad och bakom gården ligger lusthuset som Carl Michael Bellman besökte.
Trädgården har genom åren haft olika skepnader. På 1800-talet var den 5 000 m² stora trädgården fylld av olika sorters rosor, organiserade efter ett sinnrikt mönster av rabatter och gångar. Under 1900-talets andra hälft ritades och planerades trädgården av slottsparksarkitekten och lidingöbon Walter Bauer . 
I mitten av 1990-talet renoverades gården varsamt med hjälp av länsantikvarien. Exteriört är det mesta original från 1700-talet eller återskapat med ursprungliga hantverksmetoder. Gården har en tidstypisk färgsättning utförd i linoljebaserad färg. Husets kulör är gulockra, fönster och dörrar är röda och pilastrarna samt fönsterfoder gråa. 1995 erhöll Kottla gård Lidingö hembygdsförenings pris som bäst renoverade byggnad på Lidingö. 
Interiört har byggnaden genomgått ett flertal renoveringar genom åren. Den ursprungliga rumsindelningen (tidstypiskt sexdelad i varje plan) finns kvar, ett flertal originaldörrar likaså samt ett stort antal vägg- och takmålningar. Kvar finns också ett antal väl bevarade väggpannåer föreställande de nio muserna och signerade Vogt 1854. Gårdens tolv kakelugnar försvann under 1950-talet. Ett stort antal skärvor och fragment av dessa hittades nedgrävda runt gården då dränering genomfördes. Gården har även ett antal tidiga väggmålningar utförda direkt på stockarna som huset är byggt av. Dessa har dokumenterats innan väggar återslutits.
Strax nordöst om gården ligger ett torp som tillhör gården. Torpets byggnadsår är, via prover på stockar i huset som analyserats vid SLU i Alnarp, daterat till år 1811. Således byggdes detta torp samma år som Kottla gård friköptes från Stockby gård. Torpet har på olika äldre fastighetskartor betecknats med namnet Vårgård. Torpet har varsamt renoverats 2015 och återställts till sitt ursprungliga skick.

### Nutida bilder

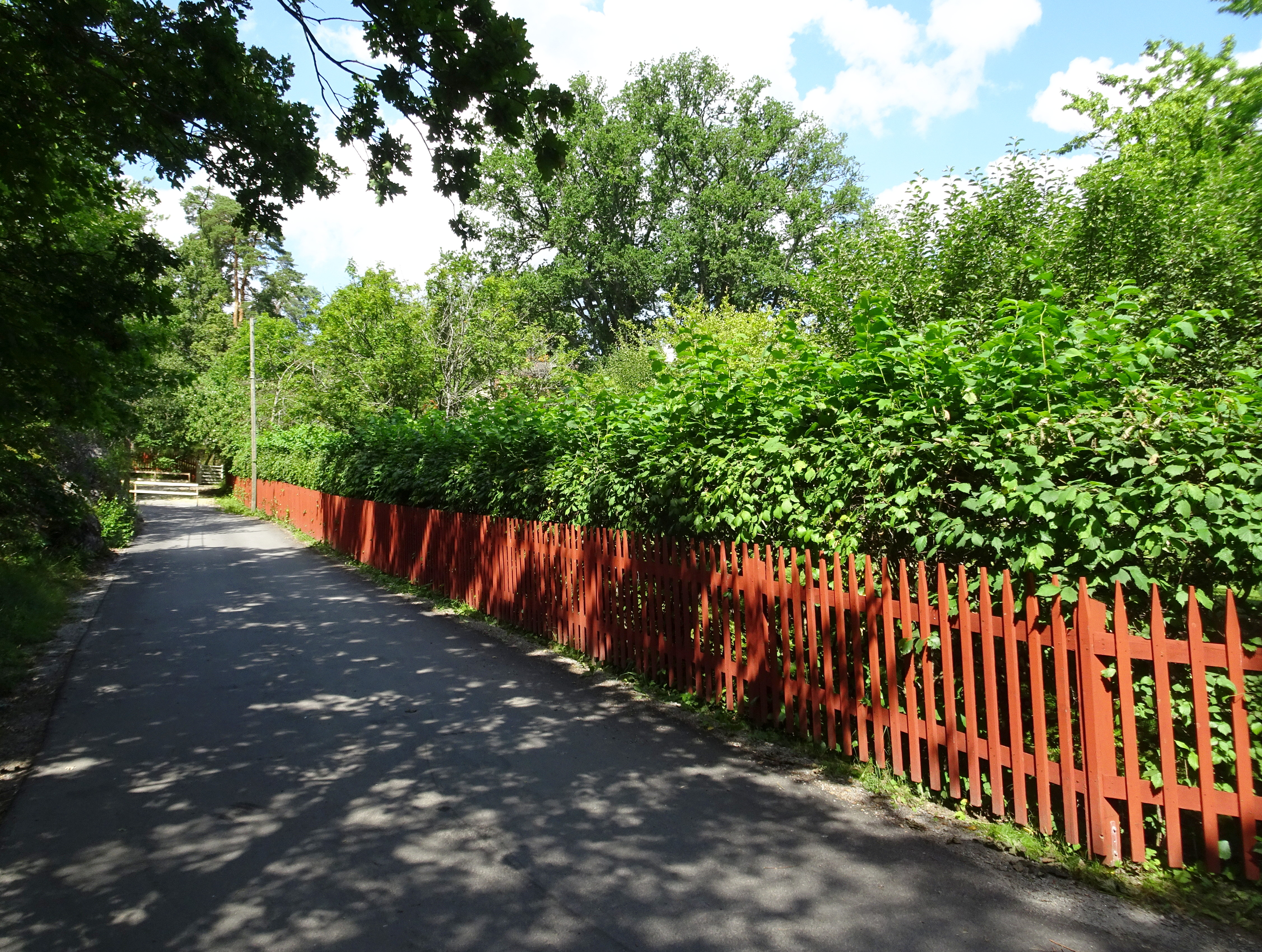
Storgårdsvägen i höjd med gården.
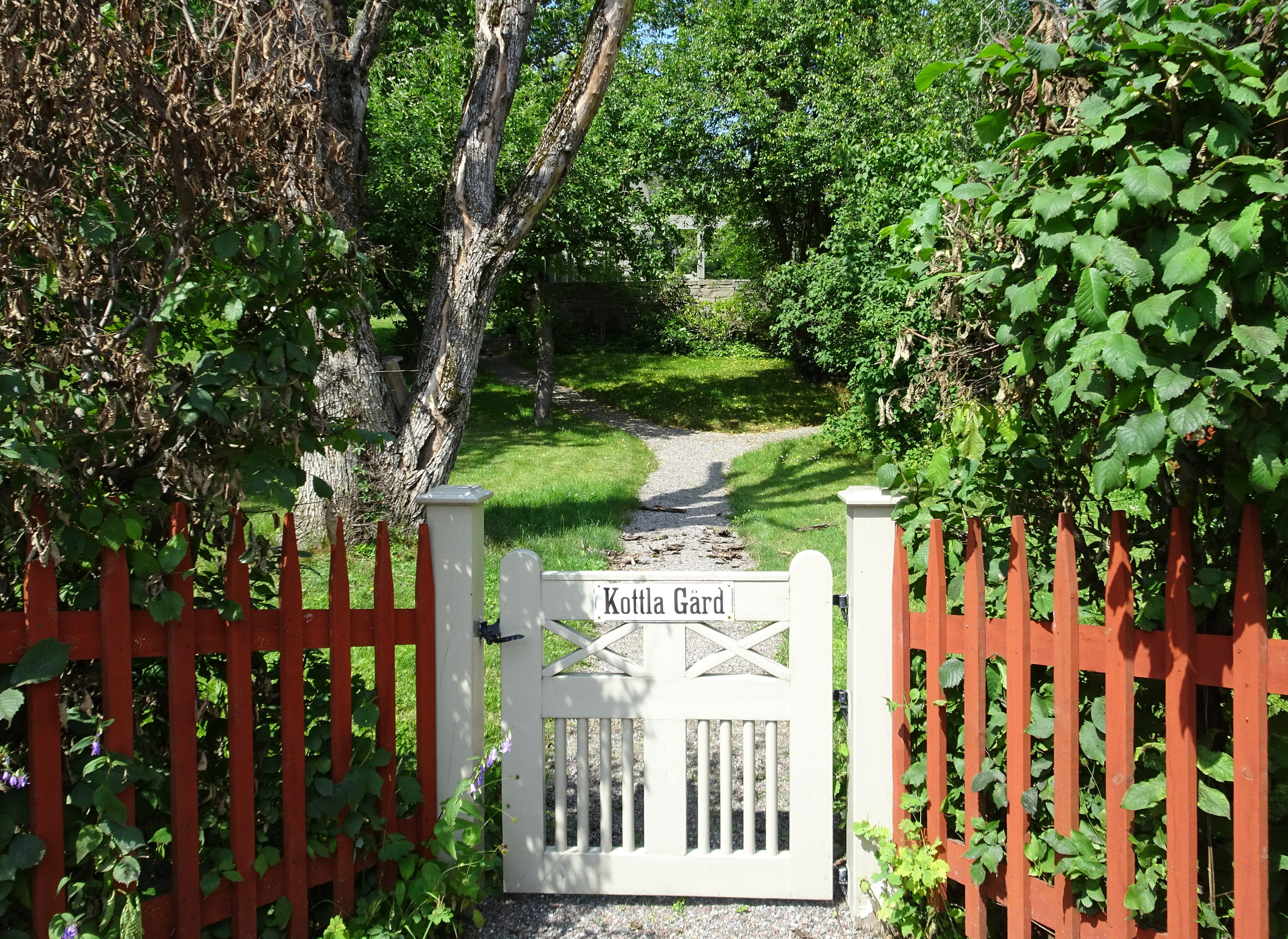
Kottla gård, entré till trädgården från Lillgårdsvägen.
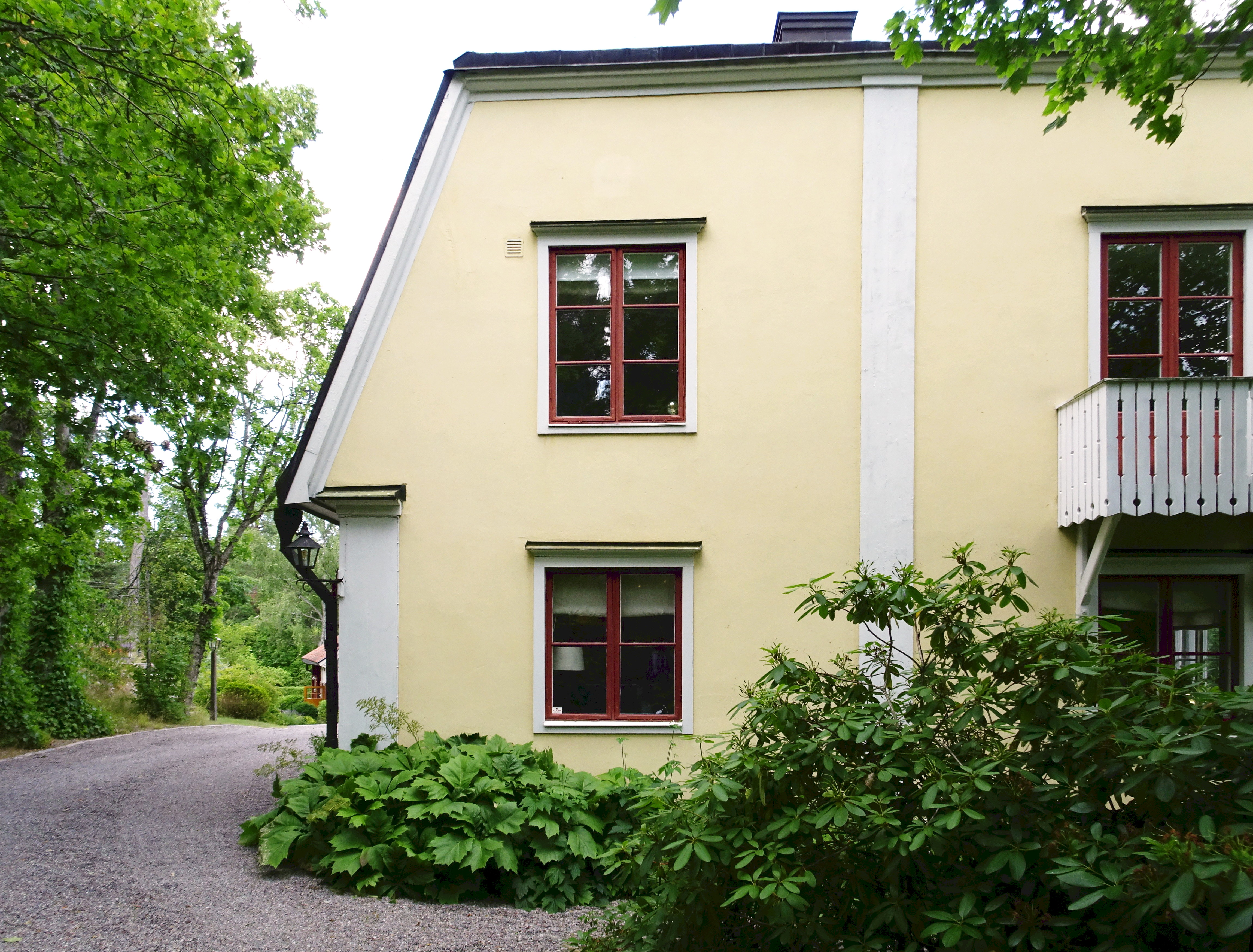
Västra gaveln.
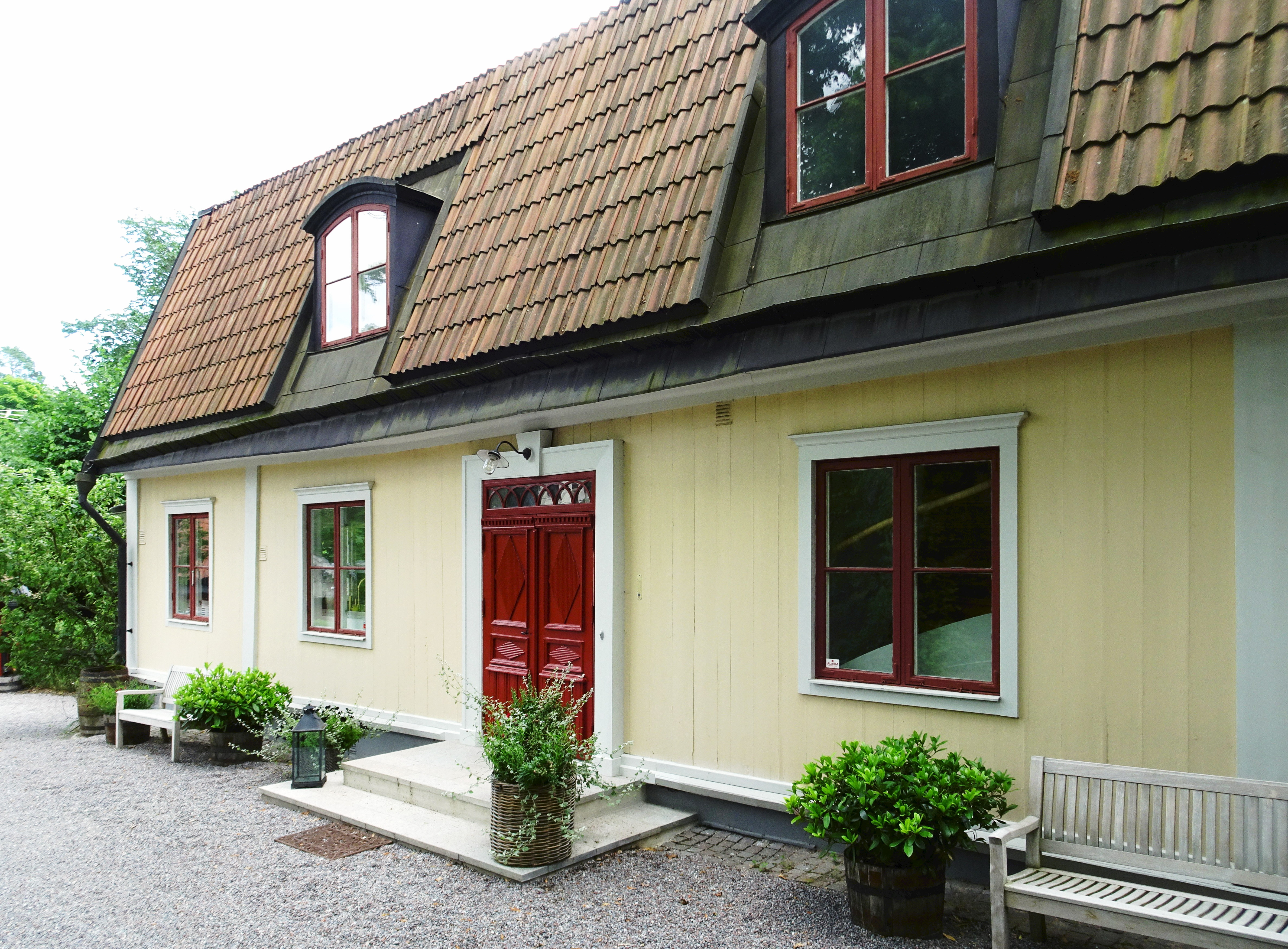
Gårdens entrésida.
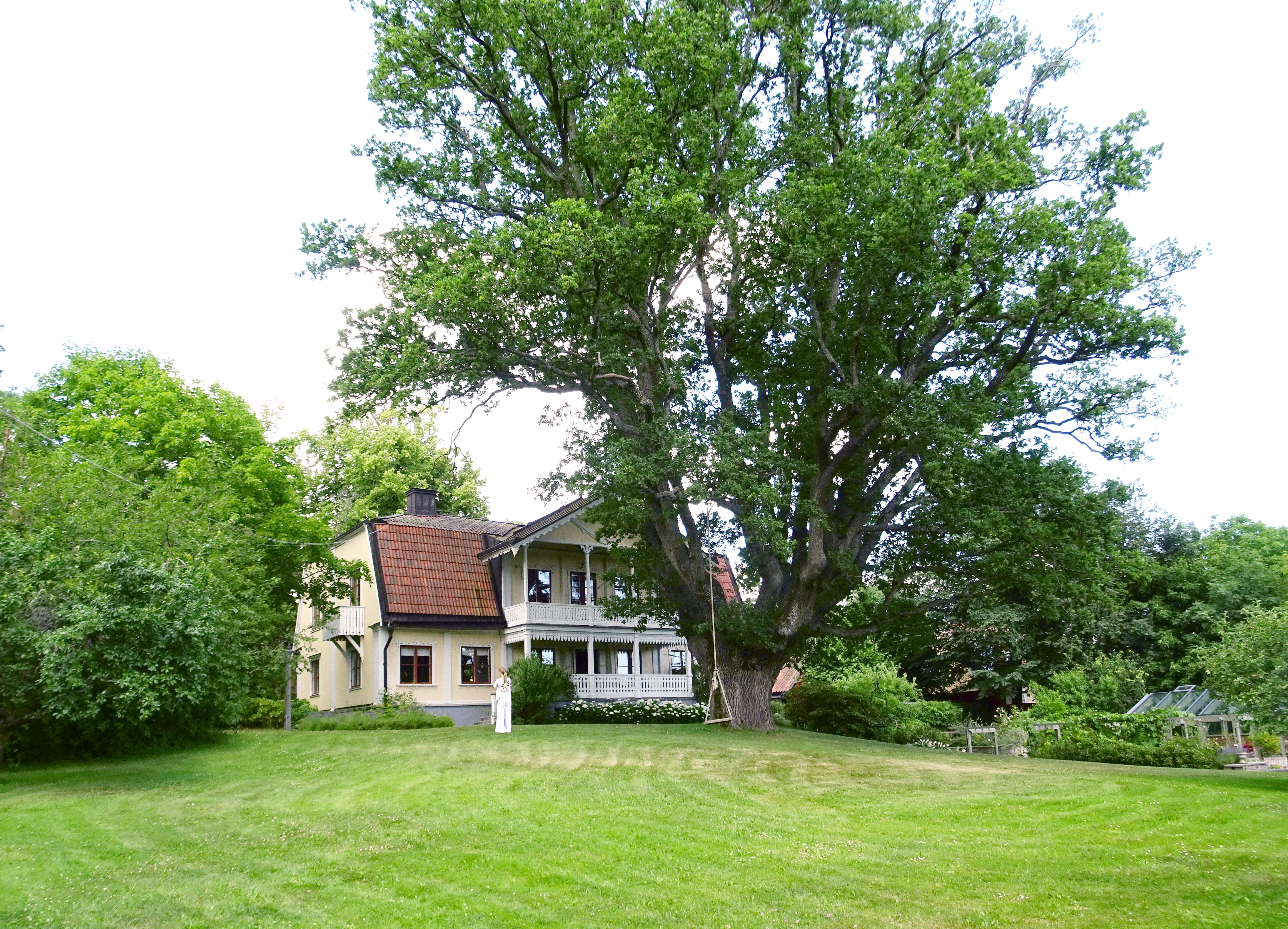
Gården och eken.